# Karkın
Die Karkın waren einer der 24 oghusischen Stämme.
Mahmud al-Kāschgharī erwähnt sie nicht in seinem Werk Dīvān Lugāt at-Turk. Als Totemtier hatten sie einen Habichtsadler. Ihr Stammesname bedeutet im Alttürkischen übermütig und sättigend.